# Ingeniería aerobiológica
Ingeniería Aerobiológica es la ciencia del diseño de construcciones y sistemas de control de patógenos y alérgenos aerotransportados en ambientes cerrados. Los ambientes más comunes incluyen edificios o centros comerciales, residencias y hospitales. Este campo de estudio es importante ya que por lo general los climas o ambientes internos artificialmente controlados, tienden a favorecer la supervivencia y transmisión de patógenos contagiosos para los humanos así como también ciertos tipos de hongo y bacterias.

## Ingeniería Aerobiológica en el sistema de asistencia sanitaria
Desde que instalaciones del sistema de asistencia sanitaria pueden albergar a diferentes tipos de pacientes quienes tienen potencialmente debilitado su sistema inmune, la ingeniería aerobiológica ha sido significativamente importante para los ingenieros de hospitales. La aerobiología que preocupa a los diseñadores de hospitales incluye virus, bacterias, hongos, y otros agentes microbiologicos como  lipopolisacáridos, micotoxinas, y compuestos orgánicos microbiales volátiles (COMV's). Los virus y bacterias, dado su tamaño tan pequeño, fácilmente son aerotransportados en forma de aerosol bacterial, el cual puede permanecer suspendido en el aire por horas. Debido a esto, las precauciones adecuadas y técnicas de mitigación necesarias deben ser cubiertas con la calidad del aire interior en hospitales que manejan enfermedades infecciosas.

### Sistemas de ventilación
Los sistemas de ventilación proveen la dilución y removimiento de contaminantes aerotransportados, que generalmente tiene como consecuencia el mejoramiento de la calidad del aire interior y mayor comodidad para los ocupantes. Si los filtros son checados y reemplazados adecuadamente como es necesario, pueden ser un componente integral del sistema inmune del edificio diseñado para prevenir el contagio de enfermedades por rutas de aerotransporte. También pueden ser usados para la presurización de áreas del edificio para proveer un control de contaminación.

### Biocontaminación en sistemas de ventilación
Los sistemas de ventilación pueden contribuir a la concentración de microbios en los interiores al introducir microbios del aire proveniente del exterior y por crear condiciones ideales para su crecimiento. Cuando los microbios aterrizan en un filtro mojado que ha estado recolectando polvo, encuentran el ambiente perfecto para su crecimiento, y si crecen a través del filtro entonces tendrán el potencial de ser aerosolizados y llevados a través del edificio por el HVAC control system (sistema de control de climatización).

### Tasas de dilución
Las bacterias en los hospitales pueden ser aerolizadas cuando los pacientes tosen o estornudan y por la gran cantidad de gérmenes producida es necesario que el número de cambios de aire por hora (CAH) permanezcan continuos en salas de tratamiento y quirófanos. La ASHRAE (Sociedad Americana de los Ingenieros de Calefacción, Refrigeración y Aire Acondicionado) normalmente recomienda un rango de 12-25 CAH en salas de tratamiento o quirófanos, y un rango de  4-6 CAH en salas de cuidado intensivo. Para cuartos que contienen pacientes con tuberculosis, el Centro de Control y Prevención de Enfermedades recomienda un rango de 6-12 CAH, con el aire exhalado siendo conducido a través de equipos de alta eficiencia en filtración de partículas de aire HEPA, antes de ser enviado al exterior.

### Presurización de salas aisladas
En favor de mantener a los pacientes a salvo, los hospitales usan un rango de technologies para combatir patógenos aerotransportados. Los cuartos de aislamiento o salas de cuarentena pueden ser diseñados con la capacidad de tener flujos de presión de aire positivos o negativos. Las salas con presión positiva son usadas para pacientes que son extremadamente susceptibles a enfermedades, como los pacientes de VIH. Para estos pacientes, es una prioridad evitar el ingreso de microorganismos, incluyendo hongos comunes y bacterias que pudieran ser dañinas para personas sanas. Estos sistemas filtran el aire con un filtro HEPA y después lo bombean al cuarto de cuarentena o aislamiento a altas presiones, lo cual fuerza al aire que se encontraba previamente en la habitación a salir por el pasillo. En un sistema de presión negativa, el enfoque es mantener a las enfermedades infecciosas aisladas al controlar el flujo de aire y dirigiendo las partículas dañinas lejos de asistentes sanitarios y salas que se encuentren ocupadas. Los cuartos de aislamiento con presión negativa impiden que contaminantes y patógenos alcancen áreas externas. La aplicación más común de este tipo de salas en la industria del sector salud hoy en día es el aislamiento de pacientes con tuberculosis. Para hacer esto, el aire es expulsado del cuarto a una frecuencia mayor de lo que es suministrado. Esto hace difícil para enfermedades de aerotransporte el pasar de un área contaminada a un pasillo del hospital, porque el aire está siendo distribuido constantemente dentro del cuarto en lugar de estar escapando del mismo.

### Procesos de esterilización del aire
La definición regularmente usada para filtración en instalaciones sanitarias comprende filtros de aire de baja eficiencia afuera de la unidad de manejo de aire seguido por filtros HEPA ubicados después de la unidad de manejo de aire. Para ser filtros HEPA certificados deben remover partículas de  0.3 µm de diámetro, con un mínimo de 99.97% de eficiencia. Los quemadores de aire esterilizan el aire contaminado que sale de los cuartos aislados o en cuarentena al calentarlos a una temperatura de 300 grados Celsius (572 °F) por 6 segundos. La Esterilización ultravioleta es otra técnica con el especial propósito de esterilizar el aire. Está definida como la radiación electromagnética que oscila en un rango de 200 a 320 nm, la cual es usada para destruir microorganismos. Cuando los filtros HEPA son usados en conjunto con herramientas de esterilización ultravioleta, los resultados suelen ser extremadamente efectivos. El filtro va remover las esporas más grandes y duras, y todo lo que resta serán los microbios más pequeños los cuales serán erradicados más eficientemente con la alta intensidad de la radiación ultravioleta.     